# Шамова, Галина Васильевна
Гали́на Васи́льевна Ша́мова (в девичестве Киселёва; род. 17 ноября 1993 года) — российская баскетболистка, игравшая на позиции форварда; тренер.

## Карьера
Воспитанница волгоградского баскетбола (профессиональное училище № 11). Её мать — Ирина Кушнерук — мастер спорта, член сборной России; игрок команд суперлиги России, ныне тренер.
С 2012 года играла за подмосковный «Спарта&К». В составе «Спарта&К-2» завоевала бронзу (2012) и золото (2013) молодёжного первенства России. А в составе БК «Спарта&К» дважды (2015, 2016) стала серебряным призёром Кубка России.
Приказом министра спорта № 108-нг от 3 августа 2015 года Галине присвоено спортивное звание мастер спорта России
С 2016 по 2022 год играла за новосибирское «Динамо». По окончании карьеры вошла в тренерский штаб команды.

## Сборная России
Галина привлекалась в состав молодёжных сборных России U16, U17, U18, U20.
В 2012 году стала серебряным призёром чемпионата Европы (U20).